# 旺角馬場
《旺角馬場》（英語：Sex for Sale）是1992年上映的一部香港情色電影，由向立行執導，葉先兒、蔡佑杰、李月仙、潘德銓、古明華等主演；在電影分級制度下為香港三級片。古明華憑本片獲提名第12屆香港電影金像獎最佳新演員。

## 演員
- 葉先兒 飾 文文（阿杰旗下的妓女，從馬來西亞被帶來香港賣淫）
- 蔡佑杰 飾 阿杰（馬伕）
- 李月仙 飾 琪琪（花柳成旗下的妓女）
- 潘德銓 飾 簡炳殊（賣淫集團老闆）
- 古明華 飾 花柳成（馬伕）
- 張德榮 飾 戴Sir（督察，綽號：大眼沙展）
- 徐敘倫 飾 林龍飛（賣淫集團老闆，簡炳殊視之為敵手）
- 蕭惠波 飾 大隻標（簡炳殊的助手）
- 黎偉明 飾 黑仔輝
- 汪永芳 飾 阿惠（阿杰的妻子，已離異）
- 齊　漢

## 電影評級
根據《電影檢查條例》，本片列為只准18歲或以上人士觀看（III）。

## 獎項
| 年份 | 頒獎典禮             | 獎項       | 名字   | 結果 |
| ---- | -------------------- | ---------- | ------ | ---- |
| 1993 | 第12屆香港電影金像獎 | 最佳新演員 | 古明華 | 提名 |

## 外部連結
- 香港影庫上《旺角馬場》的資料（繁體中文）
- 豆瓣电影上《旺角馬場》的資料 （简体中文）
- 互联网电影数据库（IMDb）上《旺角馬場》的资料（英文）